# Jurinella rufiventris
Jurinella rufiventris är en tvåvingeart som beskrevs av Vimmer och Victor Gerald Soukup 1940. Jurinella rufiventris ingår i släktet Jurinella och familjen parasitflugor.
Artens utbredningsområde är Peru. Inga underarter finns listade i Catalogue of Life.